# Энергетика Башкортостана

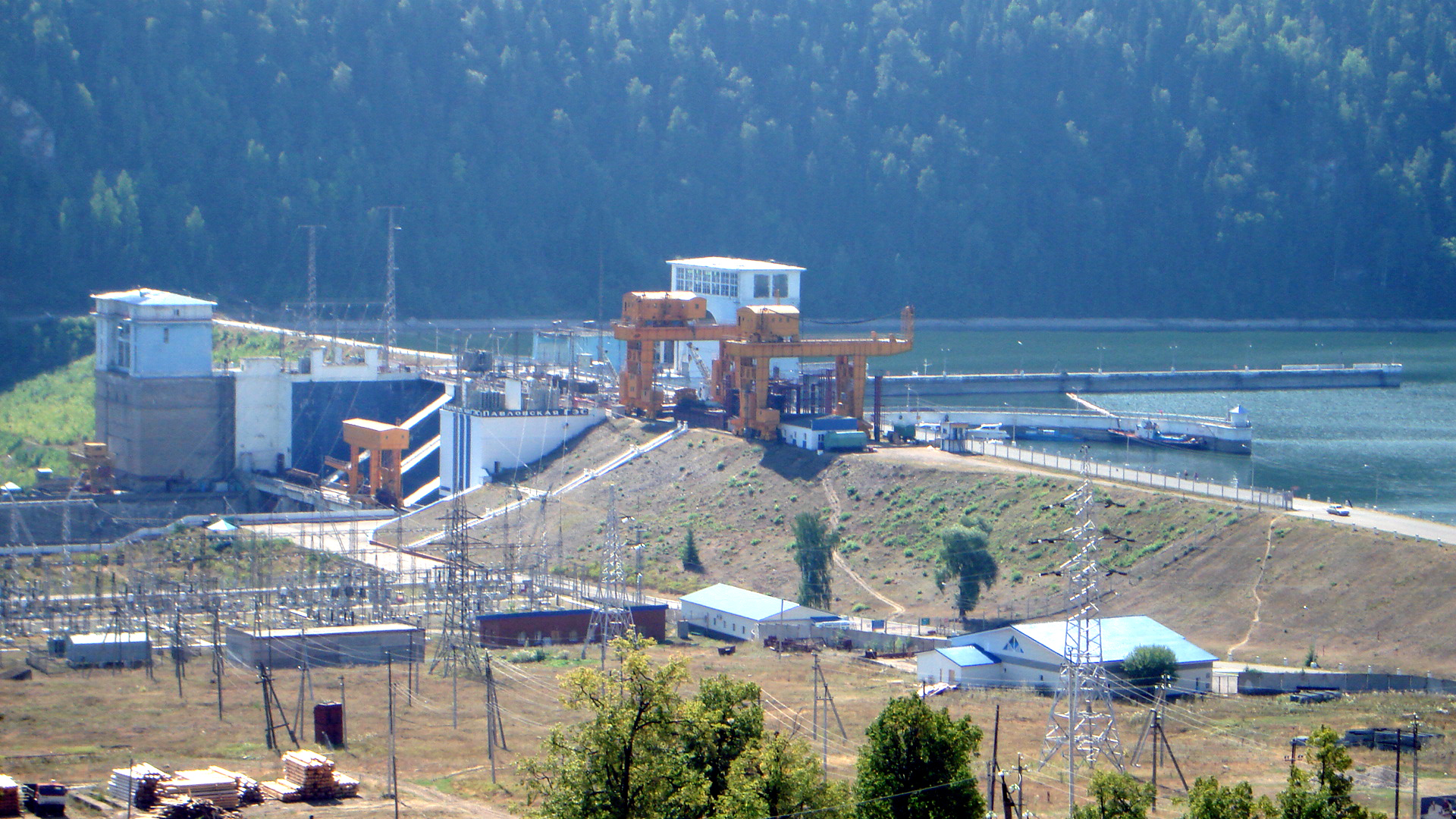
Павловская ГЭС — крупнейшая гидроэлектростанция и восьмая по мощности электростанция Башкортостана (201,6 МВт)

Энергетика Башкортостана — отрасль экономики Республики Башкортостан. Установленная электрическая мощность всех генерирующих энергосистем республики составляет 4 295 МВт.
Отличительной особенностью энергетики Башкортостана является присутствие в республике практически всех видов выработки электроэнергии (ГРЭС, ТЭЦ, ГЭС в том числе малые и микро ГЭС, ВЭС, СЭС).

## История
Первые электростанции появились в Башкортостане в XIX веке. 1 февраля 1898 заработала первая Башкирская электростанция мощностью 560 киловатт. 29 августа 1931 года в Уфе была построена центральная электростанция (ЦЭС).
В СССР, в том числе в Башкортостане, реализовывался план электрификации (ГОЭЛРО). В 1958 году энергетика Башкирской АССР включилась в Единую электроэнергетическую систему СССР.
В республике были построены Уфимская ТЭЦ‑3, Кумертауская ТЭЦ. С 90-х годов в республике строятся также ветроэнергетические установки — «Ветроэн» (Уфа), малые ГЭС. В начале XXI века в Республике Башкортостан построено восемь малых и микроГЭС мощностью от 50 до 700 кВт.
В настоящее время суммарная выработка электроэнергии в республике составляет 2,3 % (2009) от суммарно электроэнергии Российской Федерации. 97 % электроэнергии в Башкортостане вырабатывают ТЭС, 3 % — ГЭС.
В качестве топлива на ТЭЦ используется газ, уголь (2 %), топочный мазут.
Работы по проектированию электростанций ведет ООО «Башэнергопроект» (Уфа).
Основным производителем электрической и тепловой энергии в республике является «Башкирская генерирующая компания».
В республике выпускается газета «Энергетик Башкортостана».

## Энергодостаточность
В последние годы в регионе наблюдается увеличение дефицита электроэнергии. Если в 2011 году Башкортостан производил на 587 млн кВт·ч электроэнергии больше, чем потреблял, то в 2015 году потребление превысило производство на 4 372 млн кВт·ч. За этот же период Башкортостан сместился в рейтинге энергодефицитности с 20 на 57 место среди регионов России. Рост дефицита связан с увеличением потребления электроэнергии крупными предприятиями.
| Год  | Место в РФ | Производство-потребление, млн кВт·ч | Производство/потребление |
| ---- | ---------- | ----------------------------------- | ------------------------ |
| 2011 | 20         | 587,7                               | 102,4 %                  |
| 2012 | 34         | - 1068                              | 95,6 %                   |
| 2013 | 49         | - 1400,8                            | 89,2 %                   |
| 2015 | 57         | - 4372,4                            | 83,5 %                   |
| 2017 | 54         | - 3431,3                            | 87,4 %                   |

## Крупнейшие электростанции
Крупнейшая ГРЭС — Кармановская (1 831 МВт). Крупнейшими ТЭЦ являются Уфимская ТЭЦ-2 (519 МВт), Ново-Салаватская ТЭЦ (450 МВт), Затонская ТЭЦ (440 МВт), Стерлитамакская ТЭЦ (320 МВт), Уфимская ТЭЦ-4 (270 МВт),  Ново-Стерлитамакская ТЭЦ (255 МВт), Приуфимская ТЭЦ (210 МВт), Салаватская ТЭЦ (180 МВт), Кумертауская ТЭЦ (120 МВт), Уфимская ТЭЦ-3 (95 МВт), Уфимская ТЭЦ-1 (78 МВт), Зауральская ТЭЦ (17 МВт), ГТЭС Сибай (16 МВт). Крупнейшие ГЭС — Павловская (202 МВт), Юмагузинская (45 МВт).

## Гидроэнергетика
К преимуществам для выработки гидроэнергии в регионе относят наличие значительных водных ресурсов. В республике насчитывается 13 тысяч рек протяжённостью 57 тысяч километров, шесть крупных водохранилищ и две тысячи озёр. В то же время обмеление рек, наблюдаемое в последние десятилетия, может негативно сказаться на отрасли.
Помимо существующих Павловской и Юмагузинской гидроэлектростанций, заметную роль в гидроэнергетике региона играют мини-ГЭС.
В 2010 году было объявлено о возможном строительстве нескольких малых ГЭС до 25 МВт, а также Нижне-Суянской ГЭС на 400 МВт. Стоимость проектов оценивается в 25 млрд рублей. Сроки реализации составляют 5—7 лет, окупаемость — 20 лет. Инвестором должна была выступить компания РусГидро, впоследствии отказавшись от финансирования. Обсуждаются планы по строительству Нижне-Суянской ГЭС на основе государственно-частного партнерства.

## Ядерная энергетика
Вблизи города Агидель расположена недостроенная Башкирская АЭС, строительство которой было остановлено в 1990 году под давлением общественности после аварии на Чернобыльской АЭС. Проектная мощность составляла 4000 МВт. Возобновление строительства возможно после 2020 года в случае возникновения необходимости в дополнительной выработке электроэнергии.

## Альтернативная энергетика

### Ветряная
В 80-е годы XX века в Башкирии на местных предприятиях производились ветрогенераторы мощностью до 30 киловатт. После распада Советского Союза разработки в этом направлении были приостановлены. По словам бывшего руководителя «Башкирэнерго» Шамиля Абдурашитова при должном внимании со стороны республиканского правительства Башкортостан благодаря своей научной базе сегодня мог бы быть одним из мировых лидеров в области ветроэнергетики: «Этот рынок был бы наш, мы бы ещё полмира снабжали своими станциями, а Башкирия была бы восточным центром ветроиндустрии».
В 2001 году в окрестностях деревни Тюпкильды Туймазинского района введена в эксплуатацию опытно-экспериментальная ветряная электростанция «Тюпкильды» мощностью 2,2 МВт, на момент открытия ставшая третьей по мощности в России. Опыт использования первой ВЭС Башкортостана оказался неудачным — убыток от эксплуатации в 2013—2014 годах составлял 7—8 миллионов рублей в год. За 9 месяцев 2015 года ВЭС «Тюпкильды» выработала 766 тысяч кВт·ч электроэнергии, что составляет 0,005 % от общей выработки электростанций Башкирской генерирующей компании за аналогичный период (13 677,37 млн кВт·ч). Тем не менее, ВЭС «Тюпкильды» представляет ценность для энергетиков Башкортостана тем, что на её базе идёт наработка опыта по эксплуатации и обслуживанию объектов возобновляемой энергетики.
Имеются планы по вводу ВЭС мощностью 200 МВт. Объём инвестиций оценивается в 15 млрд рублей. Для разработки финального плана размещения турбин требуются дополнительные исследования для определения наиболее перспективных площадок для строительства ветряных электростанций.

### Солнечная
В силу географического положения и климатических особенностей Башкортостан обладает одними из наиболее благоприятных условий для солнечной энергетики среди российских регионов. Уровень инсоляции в южных районах республики составляет 1,3 тысячи киловатт-часов на квадратный метр в год, что соответствует показателям южных районов Европы. Количество солнечных дней в Башкортостане составляет около 260, для сравнения — в Сочи — 190, в Москве — 114.
До ввода первых промышленных солнечных электростанций в 2015—2016 годах на территории республики функционировал ряд мини-СЭС. В январе 2015 года посёлок Северный полностью перешёл на снабжение от ветро-солнечной электростанции, таким образом став первым в республике населённым пунктом с полностью автономным электроснабжением на основе возобновляемых источников энергии.
В период с 2015 по 2018 годы на территории республики планируется создание семи солнечных электростанций суммарной мощностью до 59 МВт, общая стоимость которых составить 6 млрд рублей. К 2015 году завершено две из них (Бурибаевская СЭС и Бугульчанская СЭС). В 2017 году введена в строй Исянгуловская СЭС. К 2020 году запланирован дополнительный ввод СЭС общей мощностью до 90 МВт.

#### Критика
По словам главы «Башкирской электросетевой компании» и депутата Курултая РБ Андрея Макарова, несмотря на привлекательность технологии, для региональных сетевых компаний существуют более значимые проекты, чем солнечная генерация. Кроме того, Андрей Макаров подверг критике солнечные электростанции за неспособность вырабатывать электроэнергию в тёмное время суток: «солнечная генерация днём работает, а ночью солнца-то нет, в то время как пик потребления энергии — 9 часов вечера. А мощных накопителей не существует, чтобы днём накапливали, а ночью отдавали». Глава БЭСК также выразил недовольство тем, что развитие солнечной энергетики будет происходить за счёт тарифов, а не за счёт бюджетной поддержки.
Директор АНО «Центр энергосбережения РБ» Игорь Байков скептически относится к перспективам развития солнечной энергетики в регионе. По его словам КПД станций будет снижаться каждый год в результате износа батарей. Опыт эксплуатации подобной станции в Крыму показывает, что КПД ежегодно падает на 3 %. Также Игорь Байков отметил, что стоимость электроэнергии на основе возобновляемых источников в настоящее время существенно выше, чем на основе традиционных.
Совершенно не подтвержденное утверждение: Ввод солнечных электростанций на территории Башкортостана может способствовать повышению надёжности энергосистемы республики, а также привести к снижению вредных выбросов в атмосферу на десятки тысяч тонн в год.
Более того, нигде в мире нет положительного опыта эксплуатации солнечной энергетике применительно к промышленному сектору.